# Emma Bonino

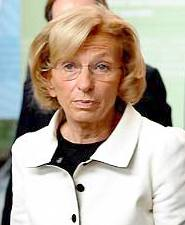
Emma Bonino

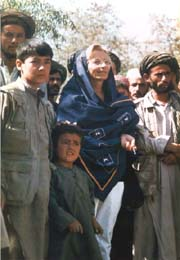
Emma Bonino

Emma Bonino (n. 9 martie 1948, Bra) este un politician italian, fost membru al Parlamentului European în perioada 1999 - 2004 din partea Italiei și actual membru al Parlamentului Italiei din partea alianței politice Trandafiri într-un pumn (Rossi nel Pugni). 
Bonino este o absolventă a Universității Bocconi din Milano în 1972 cu specialitatea limbi moderne. În 17 mai 2006, Emma Bonino a fost numită ministru pentru politică europeană și comerț internațional în guvernul lui Romano Prodi. 